# 18번가역 (IRT 브로드웨이-7번로선)
18번가(영어: 18th Street)역은 뉴욕 지하철 IRT 브로드웨이-7번로선의 완행역이다. 맨해튼 18번가(18th Street)와 7번로(Seventh Avenue)의 교차로에 위치한 이 역에는 전시간 1 열차, 심야 2 열차가 운행된다.
1918년 7월 1일 뉴욕시와의 이중 계약의 일환으로 인터버러 래피드 트랜짓 컴퍼니(IRT)에 의해 건설되었다. 이 역은 1960년대에 승강장이 확장되었고, 1991년부터 1992년까지 보수되었다.

## 역사

### 건설 및 개장
이중 계약(Dual Contracts)은 1913년 3월 19일에 체결된 계약으로, 뉴욕의 도시철도 노선 건설 및 개조 및 운영을 위한 계약이다. 이 계약들은 시와 두 개의 분리된 민간 회사(인터버러 래피드 트랜짓 컴퍼니와 브루클린 래피드 트랜짓 컴퍼니) 사이에 체결되었다는 점에서 "이중"이었다. 이중계약은 브루클린에 여러 노선의 건설을 약속했다. 계약 4의 일부로서 IRT는 맨해튼의 웨스트 사이드를 운행하기 위해 7번로(Seventh Avenue), 베릭가(Varick Street), 웨스트 브로드웨이 남쪽에 기존 지하철의 지선을 건설하기로 합의했다.
이 노선의 건설을 통해 렉싱턴 애비뉴선의 건설과 함께 IRT 시스템의 운영을 바꾼다. 열차가 브로드웨이를 경유하여 42번가로 진입하는 대신 파크 애비뉴로 진입하기 전 42번가 셔틀로 연결된 두 개의 간선 노선이 생긴다. 이 시스템은 노선도에서 "Z" 시스템으로 표기된 것에서 "H" 시스템으로 변경된다. 한 노선은 파크 애비뉴를 따라 새로운 렉싱턴 애비뉴 선을 경유하고, 다른 노선은 브로드웨이를 따라 새로운 7번로선을 경유한다. 이 노선이 베릭가(Varick Street)와 웨스트 브로드웨이를 계속 내려가기 위해서는 이 거리들을 넓힐 필요가 있었고, 7번로 연장선과 베릭 스트리트 연장선이라는 두 개의 새로운 거리가 건설되었다. 지하철 연장은 로어웨스트사이드의 성장과 첼시, 그리니치빌리지 같은 동네로 이어질 것으로 예측됐다.
1918년 7월 1일 34번가-펜역에서 사우스 페리까지 노선이 남쪽으로 연장되면서 18번가가 개장되었고 셔틀이 운행되었다. 새로운 "H" 시스템은 1918년 8월 1일에 시행되어 브로드웨이-7번로선의 두 반쪽을 연결하고 모든 웨스트 사이드 열차를 타임스퀘어에서 남쪽으로 보냈다. 그 전환의 결과로 기존 노선대로 가야할 때는 42번가 셔틀을 사용하여 환승해야 한다. "H" 시스템의 완성은 IRT 시스템의 용량을 두 배로 증가시켰다.

### 역 개조
1964년 8월 9일, 뉴욕시 교통국(NYCTA)은 18번가를 포함하여 레녹스 애비뉴선의 센트럴 파크 노스-110번가에서 145번가역간에, 렉터 스트리트-34번가 펜역간의 브로드웨이-7번로선의 승강장 확장, 급행 열차를 9량 열차에서 10량 열차로, 완행 열차를 8량 열차에서 10량 열차로 연장하는 760만 달러 규모의 계약을 체결했다고 발표했다. 이 프로젝트의 완료로, 10량의 열차를 수용할 수 있도록 IRT 역을 연장하는 NYCTA 프로젝트가 완료된다.
이 역은 1991-1992년에 보수되었다.

## 역 구조

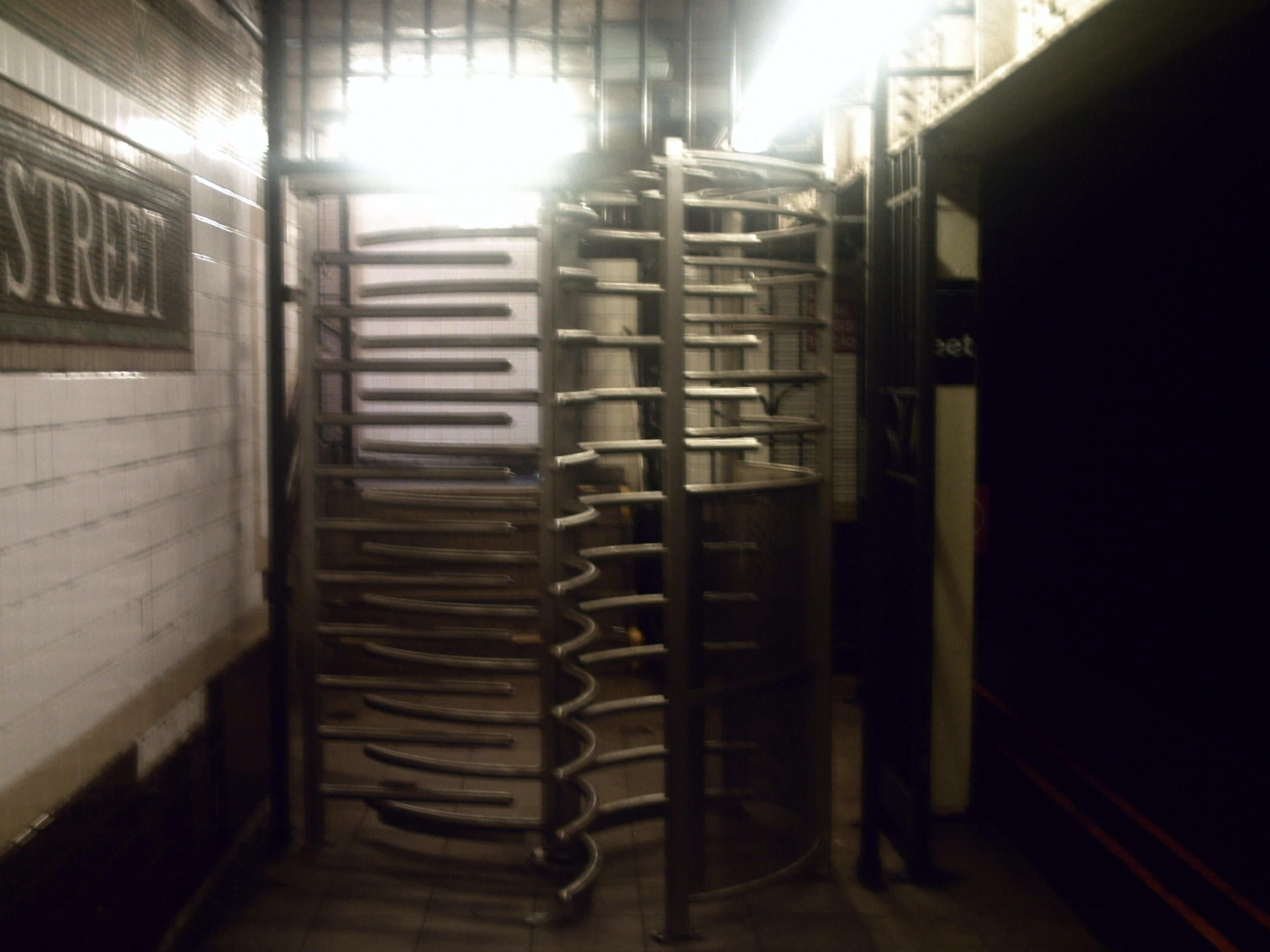
남행 승강장 방면 출구

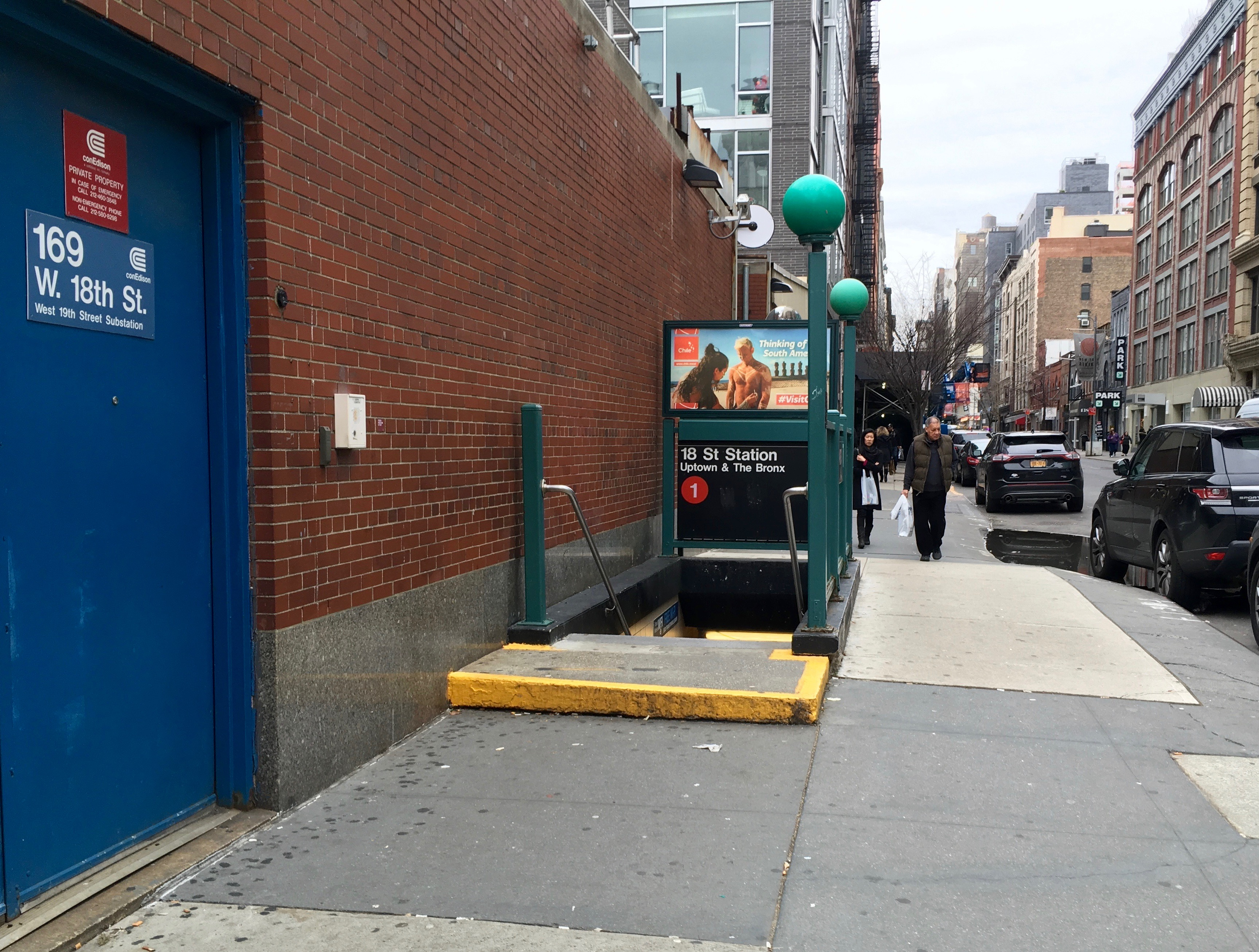
18번가와 7번가의 북동쪽 모퉁이 계단

이 지하역은 2면 4선의 섬식 승강장이 있다. 이 두 개의 급행 선로는 낮 시간대에 2 및 3 열차가 이용한다. 기존의 트림 라인 및 모자이크 역명판은 그대로 유지되고 있다. 베이지색 i-빔 기둥은 두 승강장의 전체 길이를 따라 이어지며, 다른 모든 기둥에는 흰색 문자 검은색 배경의 표준 역명판이 있다.

### 출구
각 승강장에는 상근 직원으로 운영되는 동일층의 운임 구역이 있으며, 개찰구 뱅크, 토큰 부스, 2개의 거리 계단이 있다. 남쪽 방향 출구는 7번가와 18번가의 서쪽 모퉁이, 북쪽은 동쪽 모퉁이로 연결된다.
각 승강장에는 승깅장층 개찰구와 비상구, 19번가 및 7번가로 이어지는 단일 거리 계단(남쪽 방향은 남서쪽 모퉁이, 북쪽 방향은 남동쪽 모퉁이)이 있는 하차전용 출구가 있다.